# Skokowa
Skokowa (niem. Gellendorf) – wieś w Polsce położona w województwie dolnośląskim, w powiecie trzebnickim, w gminie Prusice.

## Położenie
Miejscowość jest oddalona około 40 km od Wrocławia. Przez miejscowość przebiega droga wojewódzka nr 342 oraz linia kolejowa nr 271.

## Podział administracyjny
W latach 1945–1954 siedziba gminy Skokowa. W latach 1975–1998 miejscowość administracyjnie należała do województwa wrocławskiego.

## Demografia
Według Narodowego Spisu Powszechnego (III 2011 r.) liczyła 1125 mieszkańców. Jest największą miejscowością gminy Prusice.

## Szkolnictwo
W Skokowej znajduje się szkoła podstawowa, do której uczęszczają dzieci z Borowa, Borówka, Pększyna, Chodlewka oraz Górowej. Niedawno w miejscowości powstało przedszkole.

## Sport
W Skokowej istnieje od 1952 r. Ludowy Klub Sportowy Dolpasz Skokowa. Stadion o nazwie Marakana liczy 1000 miejsc, w tym 120 siedzących (boisko  wymiarach: 104 × 58 m). W przeszłości klub grał w rozgrywkach prowadzonych przez Ludowy Związek Piłki Nożnej oraz przez Dolnośląski Związek Piłki Nożnej w grupach ligowych klas C, B i A. W latach 2005–2015 (z 2 wyjątkami: awans do Ligi okręgowej) klub grał we wrocławskiej klasie A: grupa III, prowadzonej przez Dolnośląski Związek Piłki Nożnej. W roku 2012 klub po raz pierwszy awansował do Ligi okręgowej, grupa: Wrocław (13. lokata, 35 pkt, spadek). W roku 2014 drużyna po raz drugi awansowała do Ligi okręgowej (15. lokata, 35 pkt, spadek).
W roku 2011 zakończyła się we wsi budowa Orlika.